# Caridina thomasi
Caridina thomasi е вид десетоного от семейство Atyidae.

## Разпространение и местообитание
Видът е разпространен в Индонезия (Сулавеси).
Обитава сладководни басейни и реки.